# Lightbeam
Lightbeam是由Mozilla开发的适用于Firefox浏览器的開放原始碼隐私保护扩展。Lightbeam透過阻止第三方跟踪器保护使用者隐私，并且以交互式可视化界面让使用者了解哪些网站正在进行跟踪，它们又与谁分享了跟踪数据。

## 历史
Lightbeam最初是Mozilla的工程师Atul Varma作为一个独立项目开发的扩展，后来被采纳为Mozilla项目。福特基金会也对Lightbeam项目进行支持，主要是展开宣传活动，让人们了解在线数据跟踪。